# Russellville (Illinois)
Russellville es una villa ubicada en el condado de Lawrence en el estado estadounidense de Illinois. En el Censo de 2010 tenía una población de 94 habitantes y una densidad poblacional de 77,88 personas por km².

## Geografía
Russellville se encuentra ubicada en las coordenadas 38°49′11″N 87°31′48″O / 38.81972, -87.53000. Según la Oficina del Censo de los Estados Unidos, Russellville tiene una superficie total de 1.21 km², de la cual 1.21 km² corresponden a tierra firme y (0%) 0 km² es agua.

## Demografía
Según el censo de 2010, había 94 personas residiendo en Russellville. La densidad de población era de 77,88 hab./km². De los 94 habitantes, Russellville estaba compuesto por el 93.62% blancos, el 0% eran afroamericanos, el 2.13% eran amerindios, el 1.06% eran asiáticos, el 0% eran isleños del Pacífico, el 0% eran de otras razas y el 3.19% pertenecían a dos o más razas. Del total de la población el 0% eran hispanos o latinos de cualquier raza.